# Laennecia confusa
Laennecia confusa là một loài thực vật có hoa trong họ Cúc. Loài này được (Cronquist) G.L.Nesom mô tả khoa học đầu tiên năm 1990.